# Финале Купа Мађарске у фудбалу 2018.
Финале Мађарског купа 2018. је одлучило о победнику Мађарског купа 2017/18., 78. сезоне мађарског премијерног фудбалског купа. Утакмица је одиграна 23. маја 2018. године а учесници финалне утакмице су били ФК Пушкаш академија и ФК Ујпешт. Утакмица је одиграна у Групама арени пред 11.270 гледалаца.
Небојша Вигњевић је по други пут победнички предводио Ујпешт у купу, ово је била 10. победа клуба у укупном скору за Ујпешт, док је Атила Пинтер по други пут изгубио финале на пенале (претходно са Вашашом).

## Пут до финала
| Пушкаш академија            | Пушкаш академија | Пушкаш академија          | Коло               | Ујпешт                       | Ујпешт   | Ујпешт                    |
| --------------------------- | ---------------- | ------------------------- | ------------------ | ---------------------------- | -------- | ------------------------- |
| Противник                   | Резултат         | Утакмица                  |                    | Противник                    | Резултат | Утакмица                  |
| ФК Ракоци Капошвар (НБ III) | 3 : 1            |                           | Прво коло (128)    | ФК Етевењ ТК (жупанијска II) | 6 : 0    |                           |
| ФК Егер (жупанијска I)      | 6 : 0            |                           | Друго коло (64)    | ФК Геделе (жупанијска I)     | 3 : 0    |                           |
| ФК Кишварда (НБ II)         | 1 : 0            |                           | Шеснаестина финала | ФК Вечеш (НБ III)            | 5 : 0    |                           |
| ФК Залаегерсег (НБ II)      | 2 : 1            | 0 : 1 гост; 2 : 0 домаћин | Осмина финала      | ФК Пакш (НБ I)               | 4 : 0    | 2 : 0 домаћин; 2 : 0 гост |
| ФК Диошђер ВТК (НБ I)       | 3 : 1            | 0 : 1 гост; 3 : 0 домаћин | Четвртфинале       | ФК МТК (НБ II)               | 4 : 4    | 2 : 1 домаћин; 2 : 3 гост |
| Дебрецин ВШК (НБ I)         | 4 : 2            | 4 : 0 домаћин; 0 : 2 гост | Полуфинале         | ФК Балмазујварош (НБ I)      | 2 : 1    | 2 : 1 домаћин; 0 : 0 гост |

## Изјаве пре утакмице
| „ | Учинили смо много да будемо овде. Финале купа увек носи посебно узбуђење, пошто се све одлучује на мечу, нема места за напредак. Победа би била огроман успех у животима и клуба и играча, пошто је Академија Пушкаш пред вратима историјске прилике. - Атила Пинтер, тренер Пушкаш академије | ” |

| „ | Могу да кажем да ми је куп серија једна од омиљених, то су заиста посебне утакмице, јер се све одлучује у једном дану, победиш или изгубиш. Три пута смо ове сезоне изгубили од нашег противника, али сигуран сам да то неће бити важно у финалу. Борићемо се не само за успех, већ и за наше навијаче, пошто су они често иза екипе као дванаести играчи, желимо да им служимо. - Небојша Вигњевић, тренер Ујпешта | ” |

| „ | У финалу ће се састати две екипе једнаких способности. Мислим да ће окршај одлучити који тим може да направи своју игру, ко ће правити мање грешака, и наравно да ће искориштавање предности бити кључно. - Лајош Хегедиш, фудбалер Пушкаш академије | ” |

| „ | Спремам се за своје прво финале купа, желим да будем сто посто спреман. За клуб би била велика ствар да има историјски, десети успех, осећам то уз подршку навијача, пошто стално добијамо поруке, осећамо подршку, не можемо да замислимо ништа друго осим победе, иако смо од њих доживелитри пораза у лиги. - Новотни Сома, фудбалер Ујпешта | ” |

## Изјаве после утакмице
Небојша Вигњевић – мајстор Ујпешта који је освојио 10. финале купа у својој историји - такође је поносан на своје навијаче и играче, углавном зато што су успели да савладају противника са бољим индивидуалним способностима. Српски специјалиста је открио како се у клубу осећа са нешто више од пет година:
| „ | Добили смо меч последњим ударцем, радили смо изузетно вредно, решили наше ситуације. Као што сам раније рекао, и овога пута се показала способност играча Пушкаш академије, али мање Ујпешта. Врло мало простора им је довољно за лаке голове, ми то немамо. Што је најважније, победили смо, нико се неће сетити како смо то урадили. Поносан сам и на своје играче и наше навијаче, честитам свима, хвала мојој породици. Моја највећа грешка је била што сам дошао у Ујпешт јер сам за 5 година имао 25 година. Диван је осећај победити, само ти знаш шта си доживео. | ” |

Пинтер Атила, Главни тренер Фелчута, који је изгубио трећи пут у свом петом финалу купа, био је сажет јер се плашио да би могао бити кажњен забраном ако каже шта је мислио. Само је изјавио да га је изнервирала судска пресуда:
| „ | Ми и наши играчи можемо да идемо кући подигнутих глава. Био је то прави куп меч, урадили смо све да победимо, извођење једанаестераца је већ лутрија, али желим и следеће недеље да седнем на клупу, па не бих више рекао. Био је то добар меч, са играчима са обе стране који су радили све. Погледајте сви други минут утакмице. Атила Пинтер, тренер Пушкаш Академије | ” |

## Утакмица
| ФК Пушкаш академија (НБ I)                                                                             | 2 : 2 (п. с. н.) | ФК Ујпешт (НБ I)                                                                                   |
| --- | ---------------- | -------------------------------------------------------------------------------------------------- |
| - Јосип Кнежевић 38’ - Антонио Перошевић 66’                                                           | Извештај         | - Донат Жотер 55’ - Мијушко Бојовић 63’                                                            |
| Пенали                                                                                                 |                  | |
| - Антонио Перошевић - Стипе Бачелић Гргић - Улис Дијало - Езекијел Хенти - Балаж Балог - Јанош Хегедиш | 4 : 5            | - Винсент Оново - Роберт Литауски - Аласан Дијало - Бенџамин Балаж - Донат Жотер - Мијушко Бојовић |

| Пушкаш академија | Ујпешт |

|              |  |                          |  |
|              |  |                          |  |
| GK           |  | Лајош Хегедиш 113’       |  |
| RB           |  | Јанош Хегедиш 109’       |  |
| DF           |  | Патрик Пор               |  |
| DF           |  | Чаба Спандлер            |  |
| LB           |  | Дејан Трајковски         |  |
| MF           |  | Петер Сакаљ 112’         |  |
| MF           |  | Јосип Кнежевић 87’       |  |
| MF           |  | Балаж Балог              |  |
| MF           |  | Давид Маркварт 60’ 117’  |  |
| FW           |  | Антонио Перошевић        |  |
| FW           |  | Езекиел Хенти            |  |
| Резерве:     |  |                          |  |
| GK           |  | Бранислав Даниловић      |  |
| DF           |  | Денис Клинар             |  |
| MF           |  | Стипе Бачелић Гргић 112’ |  |
| MF           |  | Андраш Радо              |  |
| MF           |  | Џонатан Херис            |  |
| FW           |  | Улис Дијало 87’          |  |
| FW           |  | Габор Молнар 112’        |  |
| Тренер:      |  |                          |  |
| Атила Пинтер |  |                          |  |

|                  |  |                      |  |
|                  |  |                      |  |
| GK               |  | Филип Пајовић        |  |
| RB               |  | Бранко Пауљевић 113’ |  |
| DF               |  | Мијушко Бојовић      |  |
| DF               |  | Роберт Литауски      |  |
| LB               |  | Џенан Бурековћ 91’   |  |
| MF               |  | Бенјамин Балаж       |  |
| MF               |  | Бојан Санковић       |  |
| MF               |  | Винсент Оново        |  |
| MF               |  | Обина Нвободо 105’   |  |
| FW               |  | Шома Новотни 108’    |  |
| FW               |  | Донат Жотер 88’      |  |
| Резерве:         |  |                      |  |
| GK               |  | Бенце Гундел Такач   |  |
| DF               |  | Давид Калноли Киш    |  |
| DF               |  | Криштоф Сич          |  |
| MF               |  | Аласан Дијало 91’    |  |
| MF               |  | Бењамин Чеке         |  |
| MF               |  | Бенце Павкович       |  |
| FW               |  | Патрик Тишлер 108’   |  |
| Тренер:          |  |                      |  |
| Небојша Вигњевић |  |                      |  |